# Isidoro Cañones
Para la película animada, ver Isidoro: La película
Isidoro Cañones es un personaje de historietas de Argentina, creado por Dante Quinterno. Originalmente fue creado como personaje secundario de Patoruzú, pero con el tiempo ganó suficiente popularidad como para tener su historieta propia. El personaje refleja al "playboy" mayor de Buenos Aires y su vida conviviendo con su grupo de amigos, su bella joven cómplice Cachorra, su tío militar el coronel Urbano Cañones (tío autoritario aunque bastante ignorante de la realidad, substitutivo anticuado de un padre), y otros personajes que se suman en cada "locura" de Isidoro.

## Historia

### Antecedentes
Antes de crear a Isidoro, Dante Quinterno creó a otros personajes que respondían al arquetipo de "porteño piola" que en realidad (tal cual se observa en cada viñeta) es un "tilingo" (es decir un frívolo contento, dedicado a "vivir el momento", de clase media alta o acaso de clase alta, dilapidador de dinero que le es ajeno por lo cual casi siempre está endeudado). El primero fue el joven aristócrata Panitruco Peñaloza, creado en colaboración con Carlos Leroy para El Suplemento, luego creando al estafador Manolo Quaranta para la revista La Novela Semanal, teniendo ambas una notoria inspiración del estilo de George MacManus, creador de Bringing Up Father (cuyos personajes principales se conocieron en la Argentina como Trifón y Sisebuta).  
En 1927 apareció Don Gil Contento en el diario Crítica, inicialmente bajo el título de "Un Porteño Optimista". Este era un aspirante a empleado público que vivía en un "bulín" (término lunfardo para referirse a una habitación precaria) junto a su "mayordomo", el negro "Belén" y que buscaba casarse con su novia "Titina" pese a sus tendencias de mujeriego. A fines de 1928, éste recibió una particular herencia: un cacique tsonk llamado "Curugua-Curiguagüigua" (al cual "don Gilito" bautiza como "Patoruzú" tan pronto éste arriba), poco antes que Quinterno decidiera abandonar el vespertino, pasando al diario La Razón, donde crea a Julián de Monte Pío, un aficionado a los juegos de azar, las carreras de caballos, las mujeres y la vida nocturna con un evidente parecido a Isidoro. Finalmente, el personaje también recibe como herencia de un tío a Patoruzú, a quien le quitaba dinero. Con el tiempo, el personaje de Patoruzú atrae la atención del público al punto de que la tira pasa a tener su nombre en 1931, desapareciendo al mismo tiempo los anteriores acompañantes de Julián como su novia Lolita, su valet Cocoa y su aristocrático amigo Tito Meñique, aunque estos dos últimos tenderían a reaparecer finalmente.  
Al mismo tiempo Quinterno tiene otras dos tiras: Pepe Torpedo, sobre un fanático del automovilismo, también para La Razón, e Isidoro Batacazo, un tímido oficinista aficionado a las carreras de caballos, para El Mundo. 
Durante octubre de 1934 Quinterno se retira del diario La Razón al no poder reclamar su propiedad sobre el personaje de Julián de Monte Pío y se lleva al personaje de Patoruzú con él, debiendo el rotativo reimprimir historias antiguas, mientras que "Pepe Torpedo" dejó de ser editado. Poco más de un año después Patoruzú vuelve a publicarse tomando el lugar de "Isidoro Batacazo" en El Mundo y, para reemplazar el puesto de Julián, crea a un personaje que combinara facetas de los personajes previamente mencionados: Isidoro Cañones.

### Dupla con Patoruzú
En esta ocasión, Isidoro es presentado como empresario de circo, topándose con Patoruzú cuando éste derrota a su atracción principal, el "Gitano Juaniyo" (quien se convertiría en villano recurrente de la serie). Luego de esto, Isidoro se convierte en el "padrino" de Patoruzú, encargándose de administrar su dinero, aunque siempre intenta quedarse con una parte para él, para sus diversos vicios. 
La historieta se sostiene en la dicotomía entre ambos personajes: Por un lado Patoruzú como un hombre noble, virtuoso e invencible, y por el otro Isidoro, cobarde y con muchos defectos. La ambición de Isidoro por hacerse millonario sin trabajar suele ser a menudo el disparador de las aventuras.
Para 1939 hace su aparición el Coronel Urbano Cañones, tío y padrino de Isidoro que rechaza el estilo de vida de su sobrino. Lo curioso es que Patoruzú resulta ser para Isidoro una especie de figura paterna (suplantando al Coronel) pese a ser jurídicamente ahijado de éste.
En 1940, dentro de la revista Patoruzú Semanal, comienzan a aparecer historietas de Isidoro por su cuenta, al margen del tehuelche, y en 1956 la revista principal pasa a llamarse Las Grandes Andanzas de Patoruzú e Isidoro. Con Patoruzito, un éxito de la editorial consistente en una versión infantil de Patoruzú, se introduce también a Isidorito, una versión infantil del propio Isidoro.

### Protagonista
En 1968 se le da a Isidoro su propia revista: Locuras de Isidoro. El primer número incluye una nueva versión de El Irascible Coronel (la historia en la cual se presentó al Coronel Cañones), de la cual se retira a Patoruzú y a Upa. 
La publicación de originales duraría hasta abril de 1977, intercalándose historias nuevas con reversiones de continuidades anteriores hasta inicios de los años 80, cuando empiezan a publicarse reimpresiones con sutiles cambios (principalmente en los diálogos) bajo el título "Selección de las mejores...", continuándose su publicación hasta el cierre de la Editorial Universo en 2015.
Las vivencias de Isidoro en solitario eran más ligeras que las aparecidas en Andanzas de Patoruzú, siendo en su mayoría comedias de enredos motivadas por la ambición, cobardía o torpeza del protagonista, aunque en algunos casos las tramas eran suscitadas a raíz de los intentos del Coronel de "regenerar" a su sobrino. Su faceta bon vivant también sirvió para que varios íconos de la época fueran retratados en las páginas de la revista, particularmente en la historia "Radio Cañones" (1972), donde aparecen caricaturas de locutores como Cacho Fontana y Lidia Satragno "Pinky", y modelos como Susana Giménez, todos interactuando con Isidoro.
La popularidad de la revista entre el público adolescente y adulto-joven se haría patente con la publicación de dos álbumes de La Discoteca de Isidoro por la EMI-Odeon en 1973 y la RCA-Victor en 1974, compilando los principales "hits" del momento comentados por el "playboy mayor de Buenos Aires" en las contraportadas.
Con las revistas se desarrolló el rol de Manuel, el gentil mayordomo gallego que siempre buscaba proteger a Isidoro de las iras del Coronel. Popoff, el sastre judío al que Isidoro siempre quería burlar tanto en las historias de Patoruzú como en sus chistes en solitario, tuvo apariciones recurrentes hasta mediados de los 70 cuando fue retirado por motivos de sensibilidad racial.  
Un número que despertó bastante polémica en su momento fue "El 'Che' Isidoro", publicado en 1968 y que tenía al playboy integrándose accidentalmente a una guerrilla conformada por vagos, asesinos y mujeres poco agraciadas. La publicación de dicha historieta causaría un atentado afuera de la editorial de Quinterno. 
A partir del número 31 aparece Cachorra Bazucca, una bella joven que se convierte en "discípula" de Isidoro, con quien tiene cierta tensión romántica sin que esto llegue a nada serio, teniendo además la particularidad de aparecer como una muchacha ejemplar ante el tío. Su abuelo, el General Bazucca, viejo amigo del Coronel Cañones, jamás apareció en persona pues siempre era llamado a alguna misión urgente. Otro compañero de armas del Coronel que sí apareció, y con bastante frecuencia, era el Capitán Metralla, quien no escondía su antipatía hacia Isidoro pese a ser el mejor amigo del Coronel.
Además, Isidoro tiene otro tío, llamado Ignacio Cañones, primo del Coronel, cuya personalidad es mucho más parecida a la de Isidoro, y que siempre andaba en bancarrota.

## Otros medios
En los años 1970 hubo un intento de crear películas con Isidoro, protagonizadas por Santiago Bal, pero Quinterno se retractó a último minuto temiendo que un potencial fracaso de éstas podría afectar la circulación de las revistas.
En años recientes se produjeron dos películas animadas de Patoruzito, las cuales incluían a Isidorito.
En el año 2007 se estrenó Isidoro: La película, una película animada sobre Isidoro, con las voces de Dady Brieva como Isidoro y Luciana Salazar como Cachorra.